# 金賛三
金 賛三（キム・チョルサム、朝鮮語: 김철삼）は、朝鮮民主主義人民共和国の政治家。咸鏡北道党委員会委員長、朝鮮労働党中央委員会委員。南浦市党委員会委員長などを歴任した。

## 経歴
出生地や生年月日、2019年までの経歴は不明。2019年3月10日に実施された最高人民会議第14期代議員選挙で代議員に選出された。同年4月10日に実施された朝鮮労働党中央委員会第7期第4回総会で党中央委員会委員に補選され、南浦市党委員会委員長に任命された。
2020年8月13日に実施された党中央委員会第7期第16回政治局会議で咸鏡北道党委員会委員長に任命された。
2021年9月9日に行われた建国73周年慶祝閲兵式では、咸鏡北道労農赤衛軍縦隊を率いて行進した。

## 参考サイト
- 북한정보포털

| 先代李煕用 | 咸鏡北道党委員会委員長2020年 - | 次代現職 |

| 先代姜陽貌 | 南浦市党委員会委員長2019年 - 2020年 | 次代李在南 |